# Ruta departamental AP-108
La Ruta departamental AP-108 es una carretera peruana que recorre las Aymaraes y Antabamba. Tiene aproximadamente 30 kilómetros de longitud.

## Recorrido
Su recorrido se distribuye de la manera siguiente: Emp. PE-30 A (Santa Rosa) - Sojo - Pte. Amaru - Huancapampa - Matara -
Antabamba - Mollojo - Ninaccasa - Huamanripa - Chetcajaja - L.D. Arequipa (AR-105 a Puyca).